# Schneewittchen (1997)
Schneewittchen (Originaltitel: Snow White: A Tale of Terror) ist ein US-amerikanischer Fantasyfilm von Michael Cohn aus dem Jahr 1997. Er ist eine Verfilmung des Märchens Schneewittchen.

## Handlung
Lady Lilliana Hoffman ist mit ihrem ersten Kind hochschwanger, als sie mit ihrem Mann Frederick eine Kutschreise antritt. Auf dem Heimweg kommt es zu einem Unfall, die Kutsche wird umgeworfen und von Wölfen bedroht. Schwer verletzt bittet Lady Hoffman ihren Mann, ihr Kind zur Welt zu bringen und reicht ihm ein Messer, um den Kaiserschnitt durchzuführen. Als sich der Schnee mit ihrem Blut rot verfärbt und das Kind geboren wird, stirbt Lady Hoffman an den Folgen der Geburt. Lord Hoffman muss sich nun alleine um seine Tochter Lilliana kümmern, bis er sich in Claudia verliebt und diese heiratet.
Claudia, die mit einem großen Schrank in Form einer weiblichen Gestalt, einem Vogelkäfig, in dem ein Rabe sitzt, und mit ihrem stummen Bruder Gustav in die Burg ihres Mannes einzieht, versucht zunächst, freundlich zu Lilliana wie auch zu den anderen Personen in der Burg zu sein. Doch immer mehr spürt sie, dass sich Lilliana vor ihr zurückzieht und Claudias netten Absichten misstraut. Ebenso verhalten sich alle anderen Bediensteten der Burg gegenüber der neuen Herrin misstrauisch und hängen augenscheinlich noch stark an der alten Herrin. Bei einer Gelegenheit kann Lilly sich unter dem Bett ihrer Stiefmutter vor ihrer Zofe verstecken. Von unter dem Bett aus beobachtet sie, wie die Zofe sich dem großen Schrank von Claudia nähert und die Türen öffnet. Plötzlich gibt die Zofe erstickende Laute von sich und fällt mit schmerzverzerrtem Gesicht tot zu Boden.
Als Claudia nach neun Jahren endlich schwanger wird, sind alle hocherfreut, und Claudia glaubt, die Erinnerung an die frühere Lady Hoffman durch die Geburt eines Sohnes endlich auslöschen zu können. Während eines Festes singt Claudia ein wunderbares Lied für die Gäste, die ihr gebannt zuhören, während sich Lilly wie immer verspätet und, statt das von ihrer Stiefmutter vorgeschlagene Kleid anzuziehen, auf dem Dachboden herumstöbert. Lilly findet eine alte Kleidertruhe ihrer Mutter, aus der sie ein weißes Kleid entnimmt und anzieht. In diesem Kleid betritt sie den Festsaal und zieht, während Claudia singt, alle Aufmerksamkeit auf sich. Die Anwesenden werden so von Lillys Erscheinen abgelenkt, da Lilly in dem Kleid ihrer Mutter erscheint, dass ihr Vater den Gesang von Claudia vergisst und das Fest mit einem Tanz mit seiner Tochter beginnt. Während Claudia sichtlich irritiert von der Bühne herabsteigt, setzen bei ihr plötzlich die Wehen ein. Sie erleidet eine Fehlgeburt, der ersehnte Sohn wird tot geboren. Entbunden wird Claudia von einem Freund von Lilly, Peter Gutenberg, der Arzt ist und kurz vor dem Fest aus Paris zurückkehrte. 
Claudia erfährt durch Peter, dass sie nie wieder ein Kind haben wird. Während die Zofen das tote Kind verbrennen wollen, bittet Claudia ihren Bruder, das Baby zu retten und ihr zu bringen. Durch die Qual der Fehlgeburt kniet sich Claudia vor den Schrank, küsst die Hände der ins Holz geschnitzten Frau und hält Zwiesprache mit dem Schrank, den sie auch Mutter nennt. Erst jetzt sieht der Zuschauer, dass in dem Schrank ein großer Spiegel verborgen ist, vor dem Claudia zusammenbricht und zu weinen beginnt. Plötzlich sieht Claudia, dass sich ihr eigenes Spiegelbild verwandelt. Sie sieht nicht mehr ihr echtes Spiegelbild, sondern ihr um Jahre jüngeres und schöneres Ich, dass ihr sagt, sie sei schön und es würde ihr geholfen werden. Kurz danach sieht man, wie Lilly sich bei Claudia entschuldigt für ihr vergangenes Verhalten, da sie immer mit ihrer Stiefmutter stritt. Trotzdem konzentriert sich Claudias Hass auf ihre Stieftochter, und ab diesem Zeitpunkt beginnt sich auch ihr Gemüt geradezu diabolisch zu verändern, was unter Claudias normaler und ruhiger Oberfläche verborgen bleibt. 
Während eines Ausritts macht Peter Lilly einen Heiratsantrag. Mitten im Verlobungskuss wird Peter von einem Boten zur Burg gerufen. Lilliana bleibt alleine im Wald zurück und entdeckt Gustav, der scheinbar eine Verletzung hat. Als sie sich ihm nähert, zieht Gustav ein Messer und versucht Lilliana damit zu töten. Nach einem Kampf kann sie fliehen und stürzt in ein Loch im Waldboden, durch das sie in einen unterirdischen Tunnel gelangt und weiter in Panik durch den Wald rennt. Währenddessen erschlägt Gustav in der Burg ein Schwein und legt dessen Herz kurze Zeit später Claudia vor, als Beweis dass er seinen Auftrag, Lilly zu töten, erledigt hat. Claudia weist Gustav an, die Innereien in die Küche zu bringen, um sie für das Abendessen vorzubereiten, das Herz behält sie. Als sich Frederick und Claudia zum Essen setzen, zieht ein Sturm um die Burg auf, und Frederick macht sich Sorgen um Lilliana, da sie noch nicht zuhause ist. Als das Essen aufgetragen wird, nimmt Claudia sofort genussvoll einen Löffel vom vermeintlichen Fleisch ihrer Stieftochter zu sich und fordert auch ihren Mann auf zu essen. Mitten in das Essen platzt Peter mit der Nachricht, dass Lillianas Pferd gefunden wurde. Während alle Männer aus der Burg zu einer nächtlichen Suche aufbrechen, findet Lilliana Zuflucht in einer verlassenen Kirche. Auf der Burg führt Claudia währenddessen mit dem vermeintlichen Herz von Lilly einen wilden Tanz auf vor Freude, dass ihre Stieftochter tot ist. Als ihr das Herz in diesem Moment aus der Hand rollt, wird es von Lillys eigenem Hund gefressen. Claudia bricht daraufhin zusammen und hustet Blut. In diesem Moment geht der Schrank auf, und eine Stimme sagt Claudia, sie habe versagt. Im Wald fällt Frederick von seinem scheuenden Pferd und bricht sich ein Bein.
Lilly hat sich in der schützenden Kirchenruine auf den Boden gelegt und schläft. Unsanft wird sie von einer Bande von Ausgestoßenen geweckt, die ihr anfangs reserviert, jedoch im Angesicht der Not schließlich friedlich gegenübertreten. Nach anfänglichen Schwierigkeiten verliebt sich Will, der Anführer der Gruppe, in sie. 
Claudia entdeckt in der Zwischenzeit, dass ihr Bruder sie verraten hat. Ihr alter Ego im sprechenden Spiegel fordert Rache am Verräter. Daraufhin erscheint Gustav eine in einem dunklen Umhang gekleidete Gestalt, die ihn in den Selbstmord treibt. Der Wahnsinn und Hass von Claudia nimmt nun immer seltsamere Formen an und langsam wird ihr Verhalten gegenüber den Bediensteten der Burg herrischer. Nachdem ein weiterer Mordplan gegen Lilliana fehlschlägt, schmiedet Claudia auf der Burg ihren letzten Plan gegen Lilliana, den sie selbst, als alte Apfelverkäuferin verkleidet, ausführt. Lilliana isst von dem vergifteten Obst, verschluckt sich und fällt in eine Art Koma. Ihre Freunde sind untröstlich über ihren Tod und merken nicht, dass sie trotzdem atmet und versucht, Zeichen zu geben. Lilliana wird in einen gläsernen Sarg gebettet und im Wald aufgebahrt. Während sie trotz der Todesstarre alles um sie herum mitbekommt, glauben weiterhin alle Personen, sie sei tot und planen die Beerdigung.
In dieser Zeit beginnt Claudia in ihrem Wahn die ganze Burg in eine Art Horrorkabinett zu verwandeln. Ihr Mann wird von ihr völlig isoliert, und sie entlässt so gut wie alle Bediensteten. Die gesamte Burg verfällt in eine Art alptraumhafte Phantasie, in der nur Claudia noch Macht über Leben und Tod hat. Ihr einziger Partner ist der sprechende Spiegel, ihr Alter Ego, der ihr nun erklärt, sie könne mit dem Samen und Blut ihres Mannes ihr totes Kind endlich zum Leben erwecken. 
Als Lilliana in ihrem gläsernen Sarg beerdigt wird und die ersten Schaufeln mit Erde auf die Glaswand fallen, bemerkt Will, dass sie noch lebt, holt sie aus dem Sarg und befreit sie von dem vergifteten Stück Apfel. Lilliana erfährt von ihrem Freund Peter Gutenberg, was in der Zwischenzeit auf der Burg ihres Vaters passierte und entschließt sich, ihrer Stiefmutter entgegenzutreten. Doch nicht nur die zu Fleisch gewordenen Wahnvorstellungen und der Hass ihrer Stiefmutter machen es Lilliana schwer, sich in die Burg und zu ihrem Vater zu kämpfen. Schließlich kann sie sich gegen die Flüche und den Wahn von Claudia wehren, die Gutenberg aus einem Fenster zu Tode stürzte. Sie stößt einen Dolch in den sprechenden Spiegel, worauf aus diesem Blut fließt und auch Claudia aus dem Bauch blutet und vor Schmerzen stöhnend um ihr Leben fleht.
Vor dem Spiegel muss sie entsetzt ansehen, wie sie plötzlich rapide altert und ihre Schönheit verliert. Dann zerbirst der Spiegel vor ihren Augen und die Glassplitter bohren sich tief in ihr Gesicht. Vor Schmerzen schreiend gerät die entstellte Claudia in ein Feuer, das sich aus einem im Kampf umgestürzten Leuchter entfachte und kommt darin um. Lilliana flieht mit Will und ihrem Vater aus der Burg.

## Kritiken
Christopher Null schrieb auf www.filmcritic.com, der Film sei der literarischen Vorlage getreu („this is a more Grimm-like version of the story“). Man könne ihn mögen.
Die Londoner Zeitschrift Time Out schrieb, der Film sei „theatralisch“ und „sentimental“. Die Atmosphäre wurde als „mangelhaft“ („insufficient“) kritisiert. Das Drehbuch weise „freudsche“ Züge auf. Die Präsenz der „unbedeutend“ wirkenden Monica Keena sei ein Problem.
Die Zeitschrift Prisma schrieb, der Film sei „modern“ inszeniert. Die „beeindruckenden Schauplätze“ sowie die „opulente und Furcht einflößende Bilder“ wurden gelobt. Weiterhin wurden die Kostüme, das Make-up, die Spezialeffekte und die „durch Nuancen reiche“ Darstellung von Sigourney Weaver gelobt.
Rotten Tomatoes lobte die Darstellungen, die „gotisch“ wirkenden Kulissen, die Kostüme und das Drehbuch, das „Nuancen“ berücksichtige. Die psychologischen Hintergründe seien vertieft dargestellt, der Film sei „visuell und emotional subtil“. Er sei nicht für Kinder, sondern für „denkende Erwachsene“ bestimmt.

## Auszeichnungen
Sigourney Weaver, die Kostüme und das Make-up wurden im Jahr 1998 für den Emmy Award nominiert. Der Film wurde 1998 für den Saturn Award nominiert. Mike Southon wurde im Jahr 1997 für den CableASC Award und im Jahr 1998 für den American Society of Cinematographers Award nominiert. Sigourney Weaver wurde 1998 für den Screen Actors Guild Award nominiert.

## Hintergrund
Der Film wurde in Tschechien (darunter in Prag) und in Bayern gedreht. Das Budget betrug etwa 26 Millionen US-Dollar.
Fünf Jahre zuvor hatten Hauptdarstellerin Sigourney Weaver und Schauspieler Brian Glover für den Science-Fiction-Film Alien 3 schon einmal gemeinsam vor der Kamera gestanden.